# Ellen Elizabeth Ellis

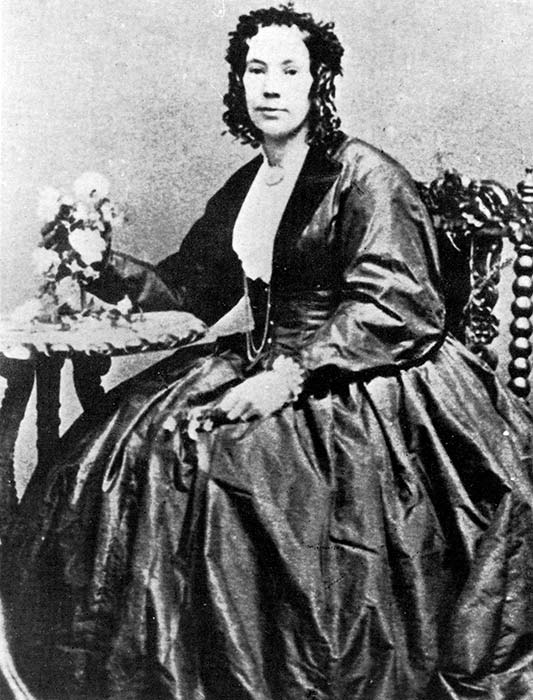
Ellen Elizabeth Ellis

Ellen Elizabeth Ellis geb. Colebrook (* 14. März 1829 nahe Guildford, Grafschaft Surrey, England; † 17. April 1895 in Auckland) war eine neuseeländische Feministin und Schriftstellerin.

## Frühes Leben
Ellen Elizabeth Colebrook wurde am 14. März 1829 im Great Tangley Manor, nahe von Guildford in der Grafschaft Surrey in England als zweites Kind der Eheleute Mary Ann May und William Colebrook geboren und am 3. Mai des Jahres in Guildford getauft. Die der Methodisten angehörige Familie hatte 17 Kinder und ihr Vater, gelernter Metzger, war später Farmer auf gepachtetem Land.
Sie gründete zusammen mit zwei ihrer Schwestern ein Internat für junge Frauen in Guildford und wurde dort als Nähmeisterin tätig. Am 21. September 1852 heiratete sie den Bauunternehmer Oliver Sidney Ellis in Islington, London und bekam drei Söhne, von denen einer verstarb.

## Neuseeland
1859 emigrierte die Familie nach Neuseeland und erreichten auf der Whirlwind im Juli des Jahres Auckland. Ellis Mann verdiente zunächst Geld mit dem Bau von Häusern und Grundstücksspekulationen in Auckland. Er konsumierte Alkohol, weigerte ihr eigenes Geld zu geben und ließ sie über die finanzielle Situation der Familie im Unklaren. Im Januar 1864 kehrte sie kurz nach England zurück, um ihre Söhne dort zur Schule schicken zu können, doch einer der Söhne ertrank auf der Überfahrt. Im Februar 1865 kehrte sie nach Neuseeland zurück, da ihr Mann vor dem Bankrott stand. Unglücklich mit ihrer Ehe, rettete sie ihn trotzdem vor seinen Gläubigern und begann in den 1870er Jahren mit Unterstützung von Reverend Samuel Edger ein Selbsterziehungsprogramm zu entwickeln. Auch schrieb sie einen Roman mit dem Titel „Everything is Possible to Will“, den sie im Jahr 1882 in London veröffentlichte.

## Feminismus
In ihrem Werk, beschäftigte sie sich mit autobiographischem Hintergrund intensiv mit den sozialen Problemen der Zeit und bekannte sich darin zum Feminismus. Sie thematisierte das Problem mit dem Alkoholismus der Männer und welche Auswirkungen dies auf die Ehe und die Familie hat. Sie trat ferner für die Notwendigkeit einer guten Ausbildung für Frauen ein und der Partizipation an Macht in der Gesellschaft. Auch plädierte sie für eine Geburtenkontrolle durch Enthaltsamkeit, indem sich Frauen weigern sollten, den Begierden der Männer nachzugeben.
In ihrem Roman endete sie auf den letzten Seiten mit dem Appell:

“Public opinion can, if it will, strike the chains of slavery from woman's intellect and heart, and make woman's emancipation the grandest trophy of Victoria's reign. Everything is possible to whole-souled men and women loyal to truth.”

„Die öffentliche Meinung kann, wenn sie will, die Ketten der Sklaverei vom Verstand und vom Herzen der Frau abschlagen und die Emanzipation der Frau zur größten Trophäe von Victorias Herrschaft machen. Alles ist möglich für Männer und Frauen, die mit ganzer Seele der Wahrheit treu sind.“

Als 1860 im ersten Taranaki-Krieg sich die Māori gegen die Ungerechtigkeiten, vertreten durch die europäischen Siedler (Pākehā), erhoben, mischte sich Ellis ein und sprach sich gegen die Anwendung von Gewalt zur Beilegung von Konflikten aus. Sie plädierte dafür, dass sich Frauen zusammenschließen und darauf bestehen sollten, dass es keine Kriege mehr gibt. 1860 erregte sie öffentliches Aufsehen, als sie sich vehement gegen ein Gesetz über ansteckende Krankheiten einsetzte. Eine Petition mit 1100 Unterschriften von Frauen in Auckland gegen das Gesetz wurde jedoch vom Stadtrat von Auckland nicht zugelassen. Des Weiteren nahm sie an einer Konferenz von Gouverneur Thomas Gore Browne in Kohimarama teil und machte ihre Sympathie für die Māori dort öffentlich. Auch kritisierte sie in dem Jahr in einem Brief deutlich die europäischen Missionare, dass sie mit ihren Predigten gegen das Tapu der Māori einen großen Schaden in der Gesellschaft angerichtet haben, denn das Tapu sei nicht nur eine Frage des Glaubens, sondern eine mächtige regulierende Kraft in der Gesellschaft der Māori.
Ellis verstarb am 17. April 1895 in Auckland an einer Bronchitis. Keine neuseeländische Zeitung verfasste zu ihrem Tod einen Nachruf.

## Werke
- Ellen E. Ellis: Everything is Possible to Will. Published at 63, Fleet Street, E.C., London 1882 (englisch, victoria.ac.nz [abgerufen am 19. Mai 2024]).